# Rebecca Twigg
Rebecca Twigg (n. 26 martie 1963, Seattle, Washington, SUA) este o ciclistă de performanță ce a reprezentat Statele Unite ale Americii, medaliată olimpică. A participat la 3 ediții ale Jocurilor Olimpice (1984, 1992, 1996) în care a câștigat o medalie de bronz.